# Prescott, Kansas
Prescott là một thành phố thuộc quận Linn, tiểu bang Kansas, Hoa Kỳ. Năm 2010, dân số của xã này là 264 người.

## Dân số
Dân số các năm:
- Năm 2000: 280 người
- Năm 2010: 264 người